# Krzęcin (gemeente)
De gemeente Krzęcin is een landgemeente in powiat Choszczeński. Aangrenzende gemeenten:
- Bierzwnik, Choszczno en Pełczyce (powiat Choszczeński)

in Lubusz:
- Strzelce Krajeńskie (powiat Strzelecko-drezdenecki)

De zetel van de gemeente is in het dorp Krzęcin.
De gemeente beslaat 10,6% van de totale oppervlakte van de powiat.

## Demografie
Stand op 30 juni 2004:
| Omschrijving                   | Totaal | Totaal | Vrouwen | Vrouwen | Mannen | Mannen |
| ------------------------------ | ------ | ------ | ------- | ------- | ------ | ------ |
| eenheid                        | aantal | %      | aantal  | %       | aantal | %      |
| inwoners                       | 3858   | 100    | 1912    | 49,6    | 1946   | 50,4   |
| bevolkingsdichtheid (inw./km²) | 27,5   | 27,5   | 13,6    | 13,6    | 13,9   | 13,9   |

De gemeente heeft 7,7% van het aantal inwoners van de powiat. In 2002 bedroeg het gemiddelde inkomen per inwoner 1648,93 zł.

## Plaatsen
- Krzęcin (Duits Kranzin, dorp)

Administratieve plaatsen (sołectwo) van de gemeente Krzęcin:
- Chłopowo, Granowo, Kaszewo, Mielęcin, Nowy Klukom, Objezierze, Przybysław, Rakowo, Słonice en Żeńsko.

Zonder de status sołectwo : Boguszyce, Grzywacz, Kolonia Czwarta, Kolonia Piąta, Ligwiąca, Pluskocin, Potoczna, Prokolno, Sierosławiec, Smużyk, Sobieradz, Sobolewo, Sowiniec, Wężnik, Wyszyna.